# Béatrice Pérez
Béatrice Perez, née le 25 septembre 1970, est une enseignante-chercheuse spécialisée en études hispaniques connue pour ses travaux sur l'Espagne du début de la Renaissance, sur l'Inquisition et la société européenne marchande. Elle dirige la Faculté des lettres de Sorbonne Université depuis 2022.

## Carrière
Après des études en classe préparatoire au Lycée Chaptal, Béatrice Perez obtient une maitrise en études hispaniques à l'Université de Paris-IV (1993). Elle passe l'agrégation d'espagnol en 1994 et commence à enseigner au Lycée Jacques-Amyot de Melun. En 1995, elle obtient une bourse du Ministère des affaires étrangères espagnole, et part en Espagne. De retour en France, elle s'engage dans un doctorat et occupe un poste d'allocataire de recherche et de monitrice d’espagnol à l’Université Paris-Sorbonne. Pensionnaire de la Fondation Thiers, elle passe son DEA (1995) et son doctorat (2001), sous la direction d'Annie Molinié-Bertrand. Peu après, en 2002, elle est maitresse de conférences à l’Université de Rennes-II avant de revenir enseigner en 2012 à l’Université Paris-Sorbonne. En 2014, elle est habilitée à diriger des recherches (garant : Araceli Guillaume-Alonso) et est promue en 2015 professeure des Universités, spécialiste d’histoire et civilisation de l’Espagne moderne.
Parallèlement, de 2019 à 2021, Béatrice Perez est Vice-doyenne aux Relations internationales de la Faculté des lettres de Sorbonne Université et responsable du master de bi-diplômation international sur les « Mondes atlantiques » liant les équipes de recherche CLEA-CHECla (« Civilisation et histoire de l’Espagne classique ») et le Département d’histoire moderne de l’Université de Séville. En janvier 2022, elle est élue Doyenne de la faculté, première femme à ce poste depuis 1970.
Elle poursuit néanmoins son activité de recherche internationale, notamment au sein des projets I+D Andalucía, « En torno a la Primera Globalización: circulaciones y conexiones entre el Atlántico y el Mediterráneo (1492-1824) » et ANDATLAN sur « La construcción de un mundo nuevo: circuitos económicos, dinámicas sociales y mediadores culturales en las ciudades atlánticas del sur de España, siglos XVI-XVIII ».
Béatrice Perez est évaluatrice scientifique auprès de la Agencia estatal de investigación (Agence nationale de recherche espagnole).
Béatrice Perez co-anime depuis 2017 la chaire d’excellence Miguel-Alemán de la Faculté des lettres de Sorbonne Université.
Béatrice Perez est « académicienne correspondante » de l’Académie d’histoire du Portugal depuis 2017.

## Travaux scientifiques
En 2008, Béatrice Pérez remporte le Prix de la recherche Alberto-Benveniste pour son livre Inquisition, pouvoir société. La province de Séville et ses judéoconvers sous les Rois catholiques, publié en 2007. Encensé par William Monter de l'Université Northwestern (« un travail extrêmement impressionnant », « Ce travail se hisse immédiatement au rang de classique chez les hispanistes et les experts de l'Inquisition. »), l'ouvrage se concentre sur les judéoconvers inquiétés par le tribunal du Saint-Office d’Espagne dès 1480. L'enquête démarre dans les archives du xve siècle des Archives nationales de Madrid, mais trouve toute son originalité dans l'exploitation du Trésor royal de Castille à Simancas, l’ancienne archive de l’État espagnol. Béatrice Pérez a accès ainsi aux données de plusieurs milliers de convertis inculpés, dont plus de trois mille ont comparu.
En 2016, elle travaille sur les réseaux marchands castillans, génois et portugais et publie Les Marchands de Séville. Une société inquiète (XVe-xvie siècle) (Paris, PUPS, coll. « Iberica », 2016).
En 2018, Béatrice Pérez coordonne l'ouvrage La reputación. Quête individuelle et aspiration collective dans l'Espagne des Habsbourg (PUPS, coll. « Iberica »), dans lequel les auteurs tentent de distinguer la singularité du concept espagnol de “reputación”, proche de celle de “réputation” dans la France d’Ancien Régime, mais également symbole de la gloire internationale, combinant à la fois l’universel et le localisme, promouvant d’autres grilles de valeurs, d’autres usages sociaux (réputation de la qualité de noble ; réputation du sang ; reputacionismo et revendication expansionniste…)
En 2019, elle coordonne avec Rafael M. Pérez et Manuel Fernández Chaves un livre sur le monde marchand et les réseaux marchands en Europe, Mercaderes y redes mercantiles en Europa.

### Ouvrages
- Béatrice Pérez (dir.), Rafael M. Pérez (dir.) et Manuel Fernández Chaves (dir.), Mercaderes y redes mercantiles en Europa, Paris & Séville & Lisbonne, Éditions hispaniques & Universidad de Sevilla & Cátedra Alberto-Benveniste, 2019
- Béatrice Pérez, Les marchands de Séville : Une société inquiète (XVe-XVIe siècle), Paris, PUPS, coll. « Iberica », 2016

- Béatrice Pérez, Inquisition, pouvoir, société. La province de Séville et ses judéoconvers sous les Rois Catholiques, Paris, Honoré Champion, 2007. Prix de la recherche Alberto-Benveniste, 2008

### Articles
- Béatrice Pérez, « Richesse et promotion sociale - Introduction », e-Spania. Revue interdisciplinaire d’études hispaniques médiévales et modernes, no 43,‎ 15 novembre 2022 (ISSN 1951-6169, DOI 10.4000/e-spania.45452, lire en ligne)
- José Jaime García Bernal, Araceli Guillaume-Alonso, Béatrice Perez et Maria Zerari, « De la Méditerranée à l’Atlantique. Des marchands dans la ville (XVI-XVIIe siècle) », Studia Historica: Historia Moderna, vol. 42, no 2,‎ 23 décembre 2020, p. 21–27 (ISSN 2386-3889 et 0213-2079, DOI 10.14201/shhmo20204222127, lire en ligne)
- Raphaël Carrasco et Béatrice Pérez, « Les pouvoirs de la noblesse : définitions, moyens et clientèles », e-Spania. Revue interdisciplinaire d’études hispaniques médiévales et modernes, no 34,‎ 9 octobre 2019 (ISSN 1951-6169, DOI 10.4000/e-spania.32580, lire en ligne)
- Clotilde Jacquelard et Béatrice Perez, « Introduction. Les ports de la monarchie espagnole (II) : variété des modèles (XVIe – XVIIIe siècle) », e-Spania. Revue interdisciplinaire d’études hispaniques médiévales et modernes, no 25,‎ 1er octobre 2016 (ISSN 1951-6169, DOI 10.4000/e-spania.25935, lire en ligne)
- Béatrice Perez, « Promotion ou déclassement des secteurs marchands dans la Séville moderne ? », e-Spania. Revue interdisciplinaire d’études hispaniques médiévales et modernes, no 22,‎ 31 octobre 2015 (ISSN 1951-6169, DOI 10.4000/e-spania.24993, lire en ligne)
- Béatrice Perez et Michèle Escamilla, « La mort des reines, des Trastamare aux Habsbourg. Isabelle la Catholique et Jeanne de Castille, mère et fille », e-Spania. Revue interdisciplinaire d’études hispaniques médiévales et modernes, no 17,‎ 1er février 2014 (ISSN 1951-6169, DOI 10.4000/e-spania.23139, lire en ligne)
- « Systèmes d'exclusion et ostracisme contre les nouveaux-chrétiens en Espagne sous les Rois Catholiques », dans Esther Benbassa (coord.), Les Sépharades. Histoire et culture du Moyen Âge à nos jours, Paris, PUPS, coll. « Cahier Alberto-Benveniste », 2011 (lire en ligne), p. 55-75
- « Aux premiers temps de l’Inquisition : une institution dans la genèse d’un État moderne », dans Raphaël Carrasco (coord.), Aux premiers temps de l’Inquisition espagnole (1478-1561), Presses universitaires de la Méditerranée, 2002 (ISBN 978-2-84269-541-5 et 978-2-36781-085-0, DOI 10.4000/books.pulm.567, lire en ligne)